# José Gabriel López Antuñano
José Gabriel López Antuñano (ur. 1949 w Madrycie) – hiszpański profesor dramaturgii i nauk o teatrze, dziennikarz oraz krytyk teatralny.

## Życiorys
Uzyskał doktorat filologii romańskiej na uniwersytecie w Oviedo. Obecnie jest profesorem zwyczajnym dramaturgii i nauk o teatrze na Wyższej Szkole Sztuki Dramatycznej Kastylii i Leon w Valladolid (od 2006); dyrektorem i wykładowcą sztuk teatralnych na Uniwersytecie Międzynarodowym de La Rioja (od 2014) oraz wykładowcą teatru i sztuk scenicznych na Uniwersytecie Complutense w Madrycie od 2012.
Członek komisji akademickiej programu doktorskiego studiów teatralnych Instytutu Teatru Madryckiego (Instituto de Teatro Madrid – ITEM) Uniwersytetu Complutense w Madrycie (od 2013); członek Międzynarodowego Stowarzyszenia Krytyków Teatralnych (od 2003) oraz Stowarzyszenia Dyrektorów Sceny Hiszpańskiej (Asociación de Directores de Escena de España - ADE).
W latach 2004–2010 pracował jako konsultor Festiwalu Kontakt w Toruniu a w latach 2015-2016 przy realizacji spektaklu Hiszpańska noc z Carmen Zarzuela Show we Wrocławiu. Współpracował także z teatrolożką Anną Galas-Kosil przy wstępnej adaptacji dramaturgicznej tekstów Balladyny Juliusza Słowackiego i Hija del aire Pedro Calderóna de la Barca, do spektaklu Córki powietrza. Sen Balladyny (Hijas del aire. El sueño de Balladyna) w przekładzie i adaptacji Marty Eloy Cichockiej, którego premiera odbyła się w Teatrze im. Jana Kochanowskiego w Opolu 16 marca 2019 roku. Przygotował również adaptację i prace dramaturgiczne w filmie Reinar después de morir, autorstwa Luisa Véleza de Guevary, którego premiera miała miejsce w Compañía Nacional de Teatro Clásico w Teatro de la Comedia w Madrycie, 10 stycznia 2020 roku.  Współpracował także przy adaptacji i pracy dramaturgicznej w Dom Juan, les morts ne sont pas les morts, na podstawie tekstu Andrés de Claramonte, wcześniej przypisywanego Tirso de Molina, El burlador de Sevilla lub El convidado de piedra, której premiera odbyła się w teatrze Instytutu Francuskiego Wybrzeża Kości Słoniowej w Abidżanie 4 grudnia 2020 roku.

## Książki
- La escena del siglo XXI – Editorial Asociación Directores de Escena, Madryt (2016), 464 s. ISBN 978-84-92639-91-5

## Nagrody i wyróżnienia
- 2021 – Laureat Nagrody PO ITI im. S. I. Witkiewicza „za wybitne osiągnięcia w popularyzowaniu polskiej kultury teatralnej na świecie”[6]